# Lugburz
Lugburz – polski zespół muzyczny założony w 1996 roku, grający black metal. Nazwa zespołu stanowi odniesienie do trylogii J.R.R. Tolkiena - Władca Pierścieni. W języku Uruk-hai Lugburz to nazwa stolicy Mordoru, siedziby Saurona.

## Muzycy
Obecny skład zespołu
- Tanatos - gitara elektryczna
- Berith - gitara basowa (od 2007)

Byli członkowie zespołu
- Baphomet - śpiew (2004-2009)
- Aryman - gitara, śpiew
- Torveg - gitara basowa (2005-2006)
- Amon - śpiew (2000-2003)
- Storm - perkusja (2004-2008)
- Mantus - perkusja (2009-2011)
- Belzagor - gitara elektryczna (2001-2012)

## Dyskografia
- Demon Zemsty (1998, muzyka)
- Dark Inscription (2002, demo)
- Bestial Soul (2005, demo)
- Triumph of Antichrist (2006, album)
- We Are Damned (2006, split)